# Sphenomorphus tanneri
Sphenomorphus tanneri — вид сцинкоподібних ящірок родини сцинкових (Scincidae). Мешкає в Папуа Новій Гвінеї та на Соломонових Островах.

## Поширення і екологія
Sphenomorphus tanneri мешкають на островах Нова Британія і Нова Ірландія в архіпелазі Бісмарка, а також на Шортленських островах та на островах Бугенвіль і Шуазель в групі Соломонових островів. Вони живуть у вологих рівнинних тропічних лісах і заболочених лісах, трапляються на плантаціях. Зустрічаються на висоті до 700 м над рівнем моря.